# Gynoplistia (Gynoplistia) speighti
Gynoplistia (Gynoplistia) speighti is een tweevleugelige uit de familie steltmuggen (Limoniidae). De soort komt voor in het Australaziatisch gebied.